# Єрлич (герб)
Єрлич (пол.Jerlicz) – шляхетський герб, різновид герба Лис.

## Опис герба
Опис згідно з класичними правилами блазонування:
В червоному полі срібна стріла двічі по діагоналі перетнута. 
Клейнод: половина здибленого червоного лиса.

## Найбільш ранні згадки
Різновид вживала подільська гілка роду Єрличів.

## Роди
Герлаз (Gerlaż), Герлич (Gerlicz), Єрлич (Jerlicz), Тинінські (Tynieński).